# Бросна (Керри)
Бросна (англ. Brosna; ирл. Brosnach) — деревня в Ирландии, находится в графстве Керри (провинция Манстер).

## Демография
Население — 212 человек (по переписи 2006 года). В 2002 году население составляло 204 человека.
Данные переписи 2006 года:
| Общие демографические показатели |               |                               |                               |      |      |
| Всё население                    | Всё население | Изменения населения 2002—2006 | Изменения населения 2002—2006 | 2006 | 2006 |
| 2002                             | 2006          | чел.                          | %                             | муж. | жен. |
| 204                              | 212           | 8                             | 3,9                           | 102  | 110  |